# Álvaro Cassiani
Álvaro Luis Cassiani Herrera (né le 8 février 1990) est un athlète vénézuélien, spécialiste du sprint.
Ses records personnels sont :
- sur 100 m, 10 s 41	à	Maracaibo (VEN), le 27 avril 2012 ;
- sur 200 m, 20 s 84 (+1.6) à Maracaibo (VEN)	17 mai 2014 ;
- sur relais 4 x 100 m, 39 s 14	à Moscou (RUS), le 18 août 2013.

Il remporte de nombreuses médailles lors des Championnats d'Amérique du Sud à compter de ceux de 2009.